# Шартр
Шартр (фр. Chartres) насеље је и општина у централној Француској у региону Центар, у департману Ер и Лоар која припада префектури Шартр. Град се налази у широкој равници реке Ер (Eure), на 96 километара југозападно од Париза. Почетком 2007. у граду је живело 39.767 становника. У Шартру се налази чувена готичка катедрала Нотр-дам.
Општина се простире на површини од 16,85 км². Налази се на средњој надморској висини од 142 m (максималној 161 м, а минималној 121 м).

## Демографија
График промене броја становника у току последњих година
| 1962.  | 1968.  | 1975.  | 1982.  | 1990.  | 1999.  | 2006.  | 2011.  |
| ------ | ------ | ------ | ------ | ------ | ------ | ------ | ------ |
| 31.495 | 34.469 | 38.928 | 37.119 | 39.595 | 40.361 | 40.022 | 39.273 |

## Партнерски градови
- Витлејем
- Шпејер
- Равена
- Евора
- Куско
- Чичестер
- Sakurai